# Carl Weissner

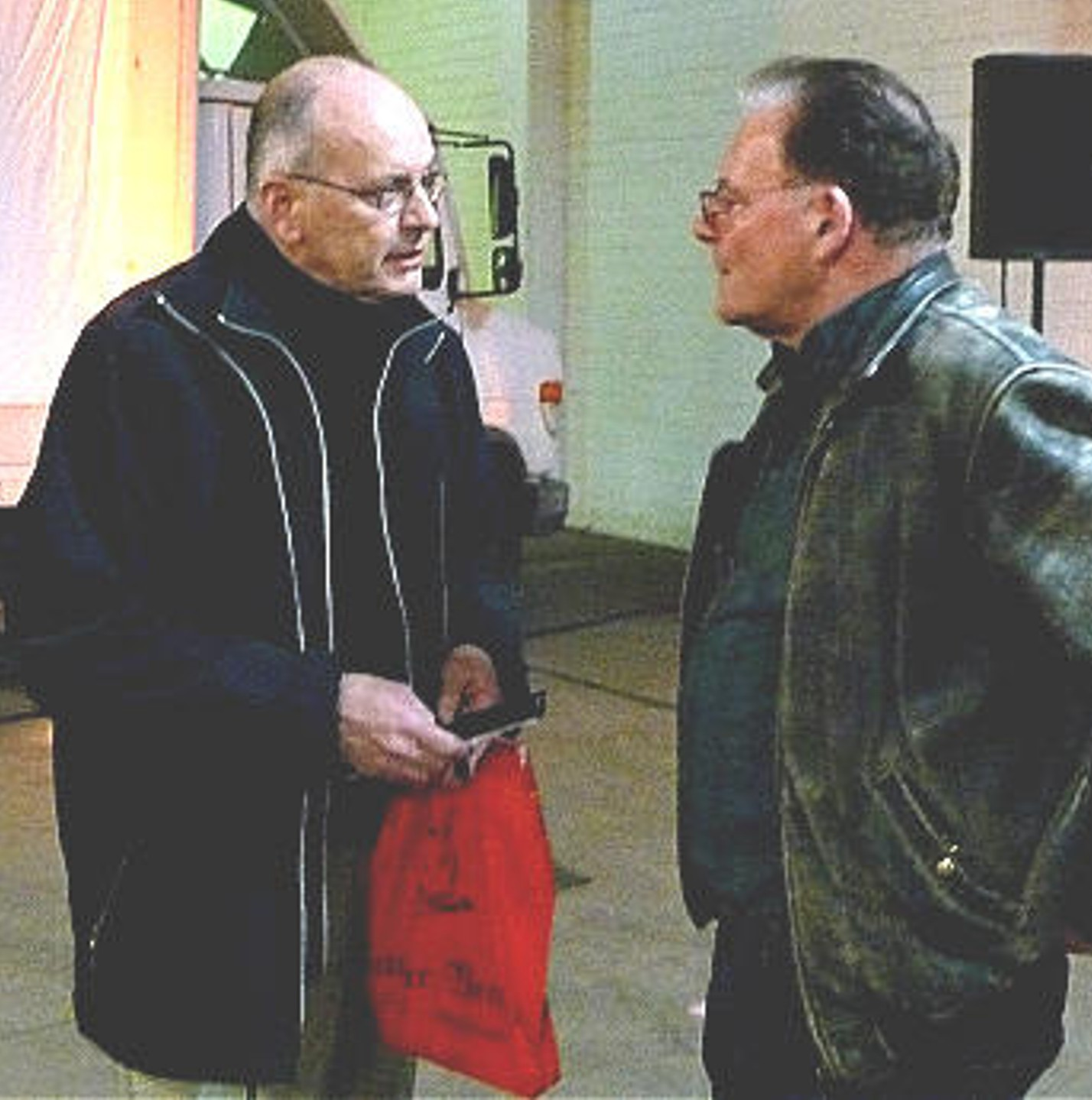
Klaus Servene & Carl Weissner

Carl Weissner (* 19. Juni 1940 in Karlsruhe; † 24. Januar 2012 in Mannheim) war ein deutscher Schriftsteller und literarischer Übersetzer.

## Leben

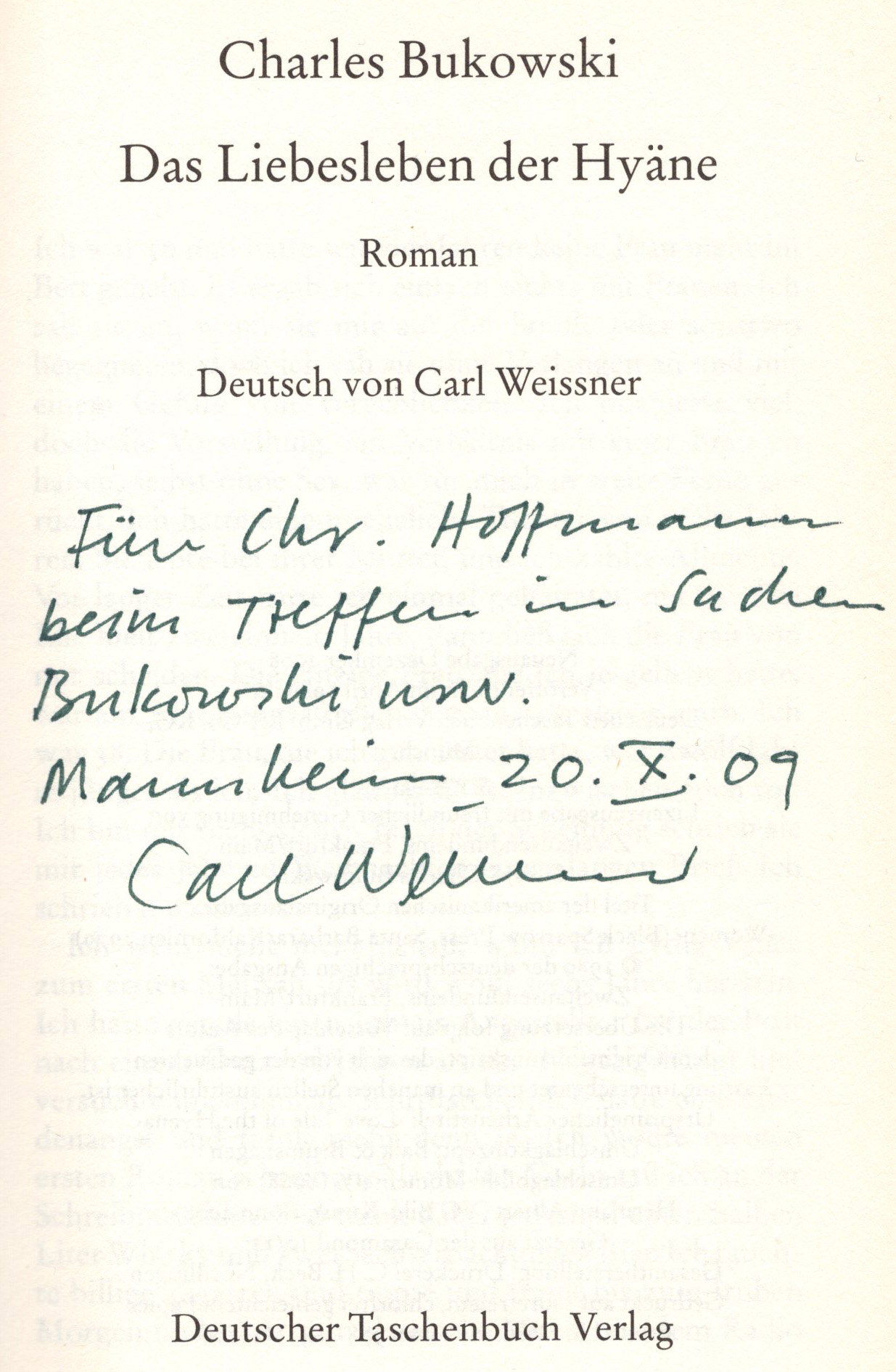
Von Übersetzer Carl Weissner signierte Buchseite im Bukowski-Roman Das Liebesleben der Hyäne (2009)

Carl Weissner studierte Anglistik in Bonn und Heidelberg. Von 1965 bis 1967 gab er in Heidelberg die Literaturzeitschrift Klactoveedsedsteen in seiner PANic Press heraus. Mit Jörg Fauser, Jürgen Ploog und Udo Breger publizierte Weissner 1970/71 die Zeitschrift UFO, mit Fauser, dem Grafiker Walter Hartmann und Ploog ab 1972/73 die Literaturzeitschrift Gasolin 23. Weissner ging 1966 für zwei Jahre mit einem Fulbright-Stipendium nach New York. Er hatte engen Kontakt zu amerikanischen Beat-, Cut-up- und Underground-Literaten. Weissner publizierte So Who Owns Death TV, eine Zusammenarbeit mit William S. Burroughs und Claude Pélieu, in Mary Beachs Beach Books Texts & Documents und erschien auch in Zeitschriften wie der International Times. Er veröffentlichte zwei Texte in Jan Hermans Nova Broadcast Press. Weissner orientierte sich damals an Burroughs Cut-up-Methode.
Weissner übersetzte den Roman A von Andy Warhol sowie den psychologischen Roman Liebe + Napalm = Export USA des Schriftstellers J.G. Ballard, für Udo Bregers Expanded Media Editions, Mary Beach, Claude Pelieu, Charles Plymell, Allen Ginsberg und Harold Norses Beat Hotel. Er wurde bekannt mit seinen Übertragungen von William S. Burroughs, Nelson Algren und Charles Bukowski. Weissner war mit Bukowski befreundet und etablierte diesen Schriftsteller in Deutschland. Er hat außerdem sämtliche Liedtexte von Bob Dylan und Frank Zappa übersetzt. Er unternahm etwa mit den von ihm übersetzten Bukowski-Texten zahlreiche Lesereisen. Zusammen mit dem früheren Cut-up-Schriftsteller Jürgen Ploog, dem Dichter Wolf Wondratschek und anderen arbeitete er an einer Filmdokumentation mit dem Titel Cut-Up Connection – Die Algebra des Überlebens.
Carl Weissner lebte langjährig in Mannheim. Sein Nachlass liegt im Deutschen Literaturarchiv Marbach. Teile davon sind im Literaturmuseum der Moderne in Marbach in der Dauerausstellung zu sehen.

## Werke
- mit William S. Burroughs und Claude Pelieu: So Who Owns Death TV. Beach Books Texts & Documents, San Francisco 1967. Deutsche Ausgabe:
- mit William S. Burroughs und Claude Peliau: Fernseh-Tuberkulose. Nova Press, Frankfurt am Main 1969.
- The Braille Film. Mit einem Beitrag von W. S. Burroughs. Nova Broadcast Press, San Francisco 1970.
- mit Jan Herman: The Louis Project. The Nova Broadcast Press, San Francisco, 1970.
- mit Jan Herman und Jürgen Ploog: Cut Up or Shut Up. Agentzia, Paris, 1972 („ticker tape“ Einleitung von W. S. Burroughs).
- mit Michael Köhler; Burroughs – Eine Bild-Biographie. Berlin 1994.
- Death in Paris. Datei, datiert im Text 7. Dezember 2007, online, Reality Studio blog.
- Manhattan Muffdiver. Milena, Wien 2010
- Die Abenteuer von Trashman. Milena, Wien 2011 (mit einem Nachwort von Thomas Ballhausen)
- Eine andere Liga. Milena, Wien 2013 (herausgegeben von Matthias Penzel und Vanessa Wieser)
- Aufzeichnungen über Außenseiter. Essays und Reportagen. Hrsg. von Matthias Penzel. Verlag Andreas Reiffer, Meine 2020.

## Übersetzungen
- Mary Beach: Die elektrische Banane. In: Renate Matthaei (Hrsg.): März Texte 1 & Trivialmythen. Area, Erftstadt 2004, ISBN 3-89996-029-7, S. 32–43.
- William S. Burroughs: Die Zukunft des Romans. Rede auf der Writers’ Conference Edinburgh 1964. Aus dem Amerik. In ebd., S. 147–149.
- James Graham Ballard: Liebe & Napalm. Joseph Melzer, 1970. Original 1969.
- Andy Warhol: A, Kiepenheuer & Witsch, Köln 1971.
- William S. Burroughs: Die elektronische Revolution, expanded media editions, Göttingen 1972,.
- Allen Ginsberg: Indische Tagebücher. März 1962-Mai 1963, Notizhefte, Tagebuch, leere Seiten, Aufzeichnungen, Hanser Verlag, München 1972.
- William S. Burroughs: Ali’s Smile, zweisprachige Ausgabe, expanded media editions, Göttingen 1973.
- Allen Ginsberg: Iron Horse, expanded media editions, Göttingen 1973.
- George Herriman: „Krazy Kat“ – Ein Klassiker aus der goldenen Zeit der Comics, Melzer, Darmstadt 1974.
- Charles Bukowski: Gedichte, die einer schrieb, bevor er im 8. Stockwerk auf dem Fenster sprang, Maro Verlag, Gersthofen 1974.
- mit Walter Hartmann: Songtexte 1962–1985. Bob Dylan. Zweitausendundeins, Frankfurt am Main 1975.
- Harold Norse: Beat Hotel, Maro Verlag, Gersthofen 1975.
- Allen Ginsberg: Der Untergang Amerikas, Hanser Verlag, München 1975.
- Charles Bukowski: Kaputt in Hollywood, Maro Verlag, Augsburg 1976.
- Ins Englische: Jörg Fauser: Death of an Anarchist und Trotzky, Goethe and Luck in: The Coldspring Journal No.10, Cherry Valley 1976.
- Charles Bukowski: Faktotum, Maro Verlag, Augsburg 1977.
- The Rolling Stones. Songbook. 155 Songs [1963–1977] mit Noten. Deutsch von Teja Schwaner, Jörg Fauser und Carl Weissner. Mit 75 Alternativübersetzungen von Helmut Salzinger. Zweitausendeins, Frankfurt am Main 1977
- Charles Bukowski: Das Leben und Sterben im Uncle-Sam-Hotel, Maro Verlag, Augsburg 1978.
- Allen Ginsberg: Gärten der Erinnerung, Heyne Verlag, München 1978.
- William S. Burroughs: Junkie, Zweitausendeins, Frankfurt a. M. 1978.
- William S. Burroughs: Auf der Suche nach Yage, Zweitausendeins, Frankfurt a. M. 1978.
- William S. Burroughs: Naked Lunch, Zweitausendeins, Frankfurt a. M. 1978.
- William S. Burroughs: Nova Express, Zweitausendeins, Frankfurt a. M. 1978.
- Allen Ginsberg: Das Geheul und andere Gedichte, Limes Verlag, Wiesbaden 1979.
- Jack Micheline: Skinny Dynamite, Maro Verlag, Augsburg 1979.
- Charles Bukowski: Western Avenue. Gedichte aus über 20 Jahren., Zweitausendeins, Frankfurt a. M. 1979.
- Charles Bukowski: Die Stripperinnen vom Burbank & 16 andere Stories, Zweitausendeins, Frankfurt a. M. 1979.
- William S. Burroughs: Die alten Filme. Stories., Maro Verlag, 1979.
- Charles Bukowski: Das Liebesleben der Hyäne, Zweitausendeins, Frankfurt a. M. 1980.
- William S. Burroughs: Die wilden Boys, Zweitausendeins, Frankfurt a. M. 1980.
- William S. Burroughs: Port of Saints, Zweitausendeins, Frankfurt a. M. 1980.
- Will Eisner: Ein Vertrag mit Gott und andere Mietshaus-Stories aus New York, Zweitausendeins, Frankfurt a. M. 1980.
- Nelson Algren: Calhoun. Roman eines Verbrechens. Zweitausendeins, Frankfurt a. M. 1981.
- Charles Plymell: Panik in Dodge City, e-m-e, Bonn 1981.
- Charles Bukowski: Die Girls im grünen Hotel, Zweitausendeins, Frankfurt a. M. 1982.
- Charles Bukowski: Eine Kinoreklame in der Wüste. 102 neue Gedichte, Zweitausendeins, Frankfurt a. M. 1982.
- Charles Bukowski: Pacific Telephone - 51 Gedichte, Zweitausendeins, Frankfurt a. M. 1982.
- William S. Burroughs: Die Städte der roten Nacht, Zweitausendeins, Frankfurt a. M. 1982.
- Denton Welch: Freuden der Jugend, Zweitausendeins, Frankfurt a. M. 1982.
- Hans Hillmann: Fliegenpapier. Nach Dashiell Hammett’s Kriminalgeschichte Flypaper, Zweitausendeins, Frankfurt a. M. 1982.
- Nelson Algren: Der Mann mit dem goldenen Arm, Zweitausendeins, Frankfurt a. M. 1983.
- Charles Bukowski: Das Schlimmste kommt noch oder Fast eine Jugend, Hanser Verlag, München 1983.
- Mit Walter Hartmann: Howard Kohn: Wer tötete Karen Silkwood?, Zweitausendeins, Frankfurt a. M. 1983.
- Charles Bukowski: Schreie vom Balkon. Briefe 1958-1994, Gingko Press, Hamburg 2005, ISBN 978-3-943330-02-1.
- Charles Bukowski: Ende der Durchsage Kiepenheuer & Witsch, Köln 2012.

## Herausgeberschaft
- Cut-up; Der sezierte Bildschirm der Worte, Melzer, Darmstadt 1969.
- Charles Bukowski: Stories und Romane, Frankfurt 1977
- Terpentine on the Rocks, Maro, Augsburg, 1978 (Hrsg. mit Charles Bukowski)
- William S. Burroughs; Frankfurt:
  - Band 1. Junkie. Auf der Suche nach Yage. Naked lunch. Nova express, 1978
  - Band 2. Die wilden Boys. Port of Saints. Arbeitsjournal zu „Die wilden Boys“, 1980
  - Band 3. Die Städte der roten Nacht, 1982
  - Band 4. Exterminator. Die letzten Worte des Dutch Schultz, 1987
  - Band 5. Homo. Briefe an Allen Ginsberg, 1989
- Jörg-Fauser-Edition:
  - Band 1. Romane 1, 1990
  - Band 2. Romane 2, 1990
  - Band 3. Erzählungen 1, 1990
  - Band 4. Erzählungen 2, 1990
  - Band 5. Gedichte, 1990
  - Band 6. Essays, Reportagen, Kolumnen 1, 1990
  - Band 7. Essays, Reportagen, Kolumnen 2, 1990
  - Band 8. Marlon-Brando-Biographie, 1990
  - Beiheft Informationen und Bilder, 1990
  - Ergänzungsband Das leise lächelnde Nein und andere Texte, 1994

## Hörspiele
- Der nackte Astronaut. Mit: Christian Brückner, Günther Hoffmann, Matthias Ponnier, Margot Leonard u. a. Eine Produktion des Westdeutschen Rundfunks, 1972.
- Deadline USA. Eine Dokumentar-Show aus dem Underground-Museum der (19)60er Jahre. Mit: William Burroughs, Allen Ginsberg, Janis Joplin, The Fugs, Jim Lowell, Harold Norse und vielen anderen. Eine Co-Produktion des Hessischen Rundfunks (HR) Frankfurt und des Westdeutschen Rundfunks (WDR) Köln. Erstsendung: 8. November 1973. Regie Hermann Naber.
- Regie bei Die von der Reservebank oder Wenn wir drankommen, ist das Spiel hoffentlich verloren von Broder Boyksen und Jörg Fauser. Eine Produktion des Saarländischen Rundfunks, 1974.

- Mitwirkend bei Die Rückkehr des Jerry Cornelius von Pierre Joris und Michael Moorcock. Regie: Hein Bruehl. WDR, 1973
- Mitwirkend bei Café Nirwana von Jörg Fauser. Regie: Hein Bruehl. WDR, 1974
- Mitwirkend bei Tod eines Endverbrauchers oder Wie finde ich denn das von Gábor Altorjay, Indulis Bilzēns und Hein Bruehl. Regie: Bruehl. WDR, 1974

## Interviews
- Peter Pisa: Weissner: Dieser Mann übersetzte Bukowski. Der legendäre Übersetzer von Charles Bukowski sprach in Wien über „knallharte Sauereien“ und die „Abenteuer von Trashman“. In: Kurier, 22. November 2011
- Markus Brandstetter: Carl Weissner im Gespräch in Stadtbekannt Wien, 20. November 2011
- Frank Schäfer: „Deutsche sind Dumpfbacken“. Interview mit C. W., dem legendären Übersetzer … über seine erste eigenständige deutschsprachige Publikation, Nekrophilie und seinen Rochus auf den hiesigen Literaturbetrieb. In: Konkret, 6, 2010, S. 62f.
- Thomas Koch: Übersetzerlegende Carl Weissner, im Gespräch mit dem Mannheimer Übersetzer. SWR2 Journal am Mittag, 27. Oktober 2009.
- Lutz Debus: Muss das jetzt sein. In: Westdeutsche Allgemeine Zeitung, 30. Oktober 2008.
- Johanna Adorján: „Ich hätte jederzeit abgleiten können“ – Literatur als Schmerzmittel. In: Frankfurter Allgemeine Sonntagszeitung, 12. März 2006, S. 27
- Franz Dobler: Ein Ex-Agent räumt auf. Die Übersetzer-Legende Carl Weissner hat mit Sean Penn den Sarg von Bukowski getragen und viel mehr zu erzählen. In: junge Welt, 25. Februar 2006.
- Iris Brennberger: "Sind wir hier bei Bukowski oder was?" Übersetzer Carl Weissner las zum 80. des Suffpoeten unbekannte Briefe. In: Berliner Zeitung, 18. August 2000, S. 28.
- Matthias Penzel: Beinharter Brotjob. In: Heilbronner Stattzeitung 2, 1989, S. 18 ff.